# حمام سید آباد
حمام سیدآباد مربوط به اواخر دوره صفوی است و در شهرستان دماوند، بخش مرکزی، دهستان ابرشیوه، روستای سیدآباد واقع شده و این اثر در تاریخ ۲۷ آبان ۱۳۸۶ با شمارهٔ ثبت ۲۰۲۶۲ به‌عنوان یکی از آثار ملی ایران به ثبت رسیده است.